# Robert Jordan
Robert Jordan, właśc. James Oliver Rigney, Jr., pseud.  Reagan O’Neal, Jackson O’Reilly (ur. 17 października 1948 w Charleston, zm. 16 września 2007 tamże) – amerykański pisarz znany głównie jako autor cyklu fantasy Koło Czasu (The Wheel of Time).

## Życiorys
Ukończył fizykę w Military College of South Carolina, która to uczelnia zobowiązywała swoich absolwentów do odbycia służby wojskowej. Przypadła ona na czas wojny wietnamskiej, w której przyszły pisarz brał czynny udział (był w Wietnamie przez dwie tury). W jej trakcie otrzymał trzy odznaczenia wojenne.
Po powrocie do domu zajmował się dziennikarstwem i krytyką teatralną. Dorabiał pisaniem kolejnych książek o przygodach Conana, postaci stworzonej przez Roberta E. Howarda. Aż do śmierci mieszkał ze swoją żoną Harriet w domu zbudowanym w 1797.

## Twórczość

### Fallon
(pod pseudonimem Reagan O’Neal)
- The Fallon Legacy (1981)
- The Fallon Pride (1982)
- The Fallon Blood (1995)

### Conan Barbarzyńca(Conan the Barbarian)
Jordan był jednym z kilku pisarzy, którzy kontynuowali pracę Roberta E. Howarda nad kolejnymi częściami przygód Conana.
- Conan obrońca (Conan the Defender, 1982) – w 1994 w Polsce
- Conan niezwyciężony (Conan the Invincible, 1982) – w 1993 w Polsce
- Conan triumfator (Conan the Triumphant, 1983) – w 1998 w Polsce
- Conan niepokonany (Conan the Unconquered, 1983) – w 1999 w Polsce
- Conan niszczyciel (Conan the Destroyer, 1984) – w 1995 w Polsce
- Conan wspaniały (Conan the Magnificent, 1984) – w 1998 w Polsce
- Conan zwycięzca (Conan the Victorious, 1984) – w 1998 w Polsce

Czasami autorstwu Jordana przypisuje się także książkę Conan – King of Thieves. Chodzi jednak o adaptację filmu Conan Niszczyciel – przed premierą film nosił roboczą nazwę Conan – King of Thieves.

### Koło Czasu(The Wheel of Time)
Powieści
- New Spring, 2004; rozbudowana wersja noweli z 1988, która ukazała się w  r.; wyd. polskie Nowa wiosna(inne języki), 2006
- The Eye of the World, 1990; wyd. polskie Oko świata(inne języki), 1994, wyd. 2: 2000, wyd. 3: 2011
- The Great Hunt, 1990; pierwsze wyd. polskie w 2 tomach, t. 1: Wielkie polowanie, 1995, t. 2: Róg Valere, 1995; wyd. 2 w jednym tomie: Wielkie polowanie(inne języki), 2002, wyd. 3: 2012
- The Dragon Reborn, 1991; pierwsze wyd. polskie w 2 tomach, t. 1: Smok odrodzony, 1995, t. 2: Kamień Łzy, 1996; wyd. 2 w jednym tomie: Smok odrodzony(inne języki), 2003, wyd. 3: 2012
- The Shadow Rising, 1992; wyd. polskie w 2 tomach, t. 1: Wschodzący cień, 1996, t. 2: Ten który przychodzi ze świtem, 1997, wyd. 2: 2005, wyd. 3 w jednym tomie: Wschodzący cień(inne języki), 2011
- The Fires of Heaven, 1993; wyd. polskie w 2 tomach, t. 1: Ognie niebios, 1997, t. 2: Spustoszone ziemie, 1998, wyd. 2 w jednym tomie: Ognie niebios(inne języki), 2011
- Lord of Chaos, 1994; wyd. polskie w 2 tomach, t. 1: Triumf chaosu, 1998, t. 2: Czarna wieża, 1998, wyd. 2 w jednym tomie: Triumf chaosu(inne języki), 2013
- A Crown of Swords, 1996; wyd. polskie w 2 tomach, t. 1: Czara wiatrów, 1999, t. 2: Korona mieczy, 2000, wyd. 2 w jednym tomie: Korona mieczy(inne języki), 2013
- The Path of Daggers, 1998, wyd. polskie Ścieżka sztyletów(inne języki), 2001, wyd 2: 2012
- Winter's Heart, 2000; wyd. polskie Dech zimy(inne języki), 2003, wyd. 2: 2013
- Crossroads of Twilight, 2003, wyd. polskie w 2 tomach, t. 1: Rozstaje zmierzchu, 2004, t. 2: Wichry cienia, 2004, wyd. 2 w jednym tomie: Rozstaje zmierzchu(inne języki), 2013
- Knife of Dreams, 2005; wyd. polskie w 2 tomach, t. 1: Gilotyna marzeń, 2006, t. 2: Książę kruków, 2007, wyd. 2 w jednym tomie: Gilotyna marzeń(inne języki), 2016
- The Gathering Storm (Robert Jordan i Brandon Sanderson), 2009; wyd. polskie Pomruki burzy(inne języki), 2011
- Towers of Midnight (Robert Jordan i Brandon Sanderson), 2010; wyd. polskie Bastiony mroku(inne języki), 2014
- A Memory of Light (Robert Jordan i Brandon Sanderson), 2013; wyd. polskie Pamięć Światłości(inne języki), 2016

Trzy ostatnie części cyklu zostały po śmierci Jordana dokończone przez Brandona Sandersona.
Opowiadania
- The Strike at Shayol Ghul, 1996
- Nowa Wiosna (New Spring, 1998 – prequel Koła Czasu) – opublik. w antologii Legendy (Legends) pod redakcją R. Silverberga

Przewodniki
- Koło czasu. Przewodnik po sadze Roberta Jordana (The World of Robert Jordan’s the Wheel of Time, 1997); wraz z Teresą Patterson – w 2003 w Polsce

### Inne prace
- Cheyenne Riders (1982, pod pseudonimem Jackson O’Reilly)